# Fordyce (Arkansas)
Fordyce és una població dels Estats Units a l'estat d'Arkansas. Segons el cens del 2000 tenia 4.799 habitants.

## Demografia
Segons el cens del 2000, Fordyce tenia 4.799 habitants, 1.737 habitatges, i 1.186 famílies. La densitat de població era de 281,2 habitants/km².
Dels 1.737 habitatges en un 32% hi vivien nens de menys de 18 anys, en un 46,4% hi vivien parelles casades, en un 17,5% dones solteres, i en un 31,7% no eren unitats familiars. En el 28,6% dels habitatges hi vivien persones soles el 13,4% de les quals corresponia a persones de 65 anys o més que vivien soles. El nombre mitjà de persones vivint en cada habitatge era de 2,51 i el nombre mitjà de persones que vivien en cada família era de 3,09.
Per edats la població es repartia de la següent manera: un 28,5% tenia menys de 18 anys, un 8,9% entre 18 i 24, un 25,3% entre 25 i 44, un 21% de 45 a 60 i un 16,3% 65 anys o més.
L'edat mediana era de 36 anys. Per cada 100 dones de 18 o més anys hi havia 87,1 homes.
La renda mediana per habitatge era de 23.297 $ i la renda mediana per família de 30.120 $. Els homes tenien una renda mediana de 24.971 $ mentre que les dones 15.553 $. La renda per capita de la població era de 12.118 $. Entorn del 16,2% de les famílies i el 22,3% de la població estaven per davall del llindar de pobresa.

## Poblacions més properes
El següent diagrama mostra les poblacions més properes.